# آرمنوهی سیرانیان
آرمنوهی آرمنی سیرانیان (ارمنی: Արմենուհի Արմենի Սեյրանյան؛ انگلیسی: Armenuhi Seyranyan؛ زادهٔ ۲۲ آوریل ۱۹۶۷) خواننده، اپرا سوپرانو اهل ارمنستان است. وی از سال میلادی تاکنون مشغول فعالیت بوده است.

## زندگی‌نامه
وی در ۲۲ آوریل ۱۹۶۷ در ایروان به دنیا آمد و از از کالج دولتی موسیقی رومانوس ملیکیان و کنسرواتوار دولتی کومیتاس ایروان فارغ‌التحصیل گشت. همچنین برندهٔ جوایزی همچون هنرمند افتخاری جمهوری ارمنستان شده است. وی در تالار اپرای ایروان و کنسرواتوار دولتی کومیتاس ایروان فعالیت می‌کرد. وی همچنین برندهٔ جوایزی همچون هنرمند افتخاری جمهوری ارمنستان (۲۰۱۵) شده است.

## اپراها
- آرمن تیگرانیان آنوش (اپرا) آنوش
- جوزپه وردی لا تراویاتا ویولتا
- تیگران چوخاجیان آرشاکدوم اولیمپیا